# Дуньяни, Антонио
Антонио Дуньяни (итал. Antonio Dugnani; 8 июня 1748, Милан, Миланское герцогство — 19 октября 1818, Рим, Папская область) — итальянский куриальный кардинал, папский дипломат и доктор обоих прав. Апостольский нунций во Франции с 14 февраля 1785 по 31 мая 1791. Титулярный архиепископ Родоса с 11 апреля 1785 по 21 февраля 1794. Камерленго Священной Коллегии кардиналов с 1 июня 1795 по 27 июня 1796. Про-префект Священной Конгрегации Пропаганды Веры с 31 октября 1804 по 16 мая 1805. Вице-декан Священной Коллегии кардиналов с 8 марта 1816 по 19 октября 1818. Префект Верховного Трибунала Апостольского Сигнатуры милости с 16 марта 1817 по 19 октября 1818. Кардинал-священник с 21 февраля 1794, с титулом церкви Сан-Джованни-а-Порта-Латина с 12 сентября 1794 по 23 декабря 1801. Кардинал-священник с титулом церкви Санта-Прасседе с 23 декабря 1801 по 3 августа 1807. Кардинал-епископ Альбано с 3 августа 1807 по 8 марта 1816. Кардинал-епископ Порто-Санта Руфина с 8 марта 1816.